# Малезийская область

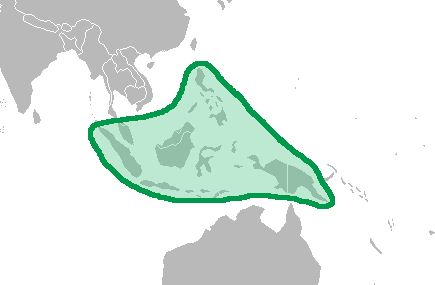
Малезия на карте

Малезийская область — область во флористическом районировании в биогеографии и экологии. Часть Индо-Малезийского подцарства (Палеотропическое царство). Включает острова Малайского архипелага и частично территорию полуострова Малакки.
На территории области преобладают влажные тропические леса, муссонные леса, по побережьям распространены мангровые леса.
В последнее время в отдельных районах естественных лесов остаётся все меньше: их вытесняют антропогенные ландшафты, сельскохозяйственные угодья. В частности, на Яве, где очень высока плотность населения, леса сведены к минимуму.

## Флора
Флора области относится к наиболее богатым, — около 25 тысяч видов. Особенно богата флора Больших Зондских островов. На Калимантане насчитывается около 11 тысяч видов, на Яве — около 6 тысяч видов высших растений. В составе флоры Малезийской области много древних примитивных цветковых форм (они считаются наиболее древними на Земле цветковыми). Очень большое разнообразие пальм.
Типичные представители флоры Малезийской области — каучуконосы (гигантские фикусы), тик (Tectona), Корифа зонтоносная (Corypha umbraculifera). Интересен эндемичный род раффлезия (Rafflesia), он включает 12 видов паразитических растений, питающихся соками корней некоторых лиан. Среди них — знаменитая Раффлезия Арнольда (Rafflesia arnoldii), цветки которой могут иметь диаметр до 1 м и массу до 8 кг.